# Karin (nome)
Karin è un nome proprio di persona femminile proprio di diverse lingue, in particolare svedese, norvegese, danese, tedesco, olandese, finlandese, francese e inglese.

## Varianti
- Danese: Karina[1]
- Inglese: Karina[1]
- Norvegese: Karine[1], Karina[1]
- Svedese: Carin[1], Karina[1], Carina[1]
- Tedesco: Karina[1]
- Francese: Karine, Carine[1]

## Origine e diffusione
Si trattava, originariamente, di un ipocoristico svedese del nome Caterina; viene talvolta accomunato al nome Karen (di identica origine).
In Svezia il nome gode di una buona diffusione.

## Onomastico
L'onomastico si festeggia lo stesso giorno di Caterina.

## Persone
- Karin Balzer, atleta tedesca

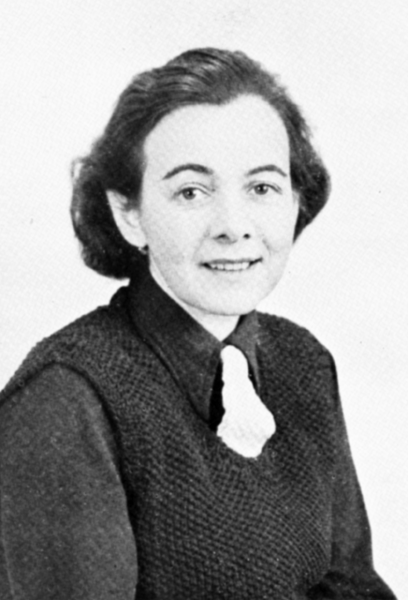
Karin Boye

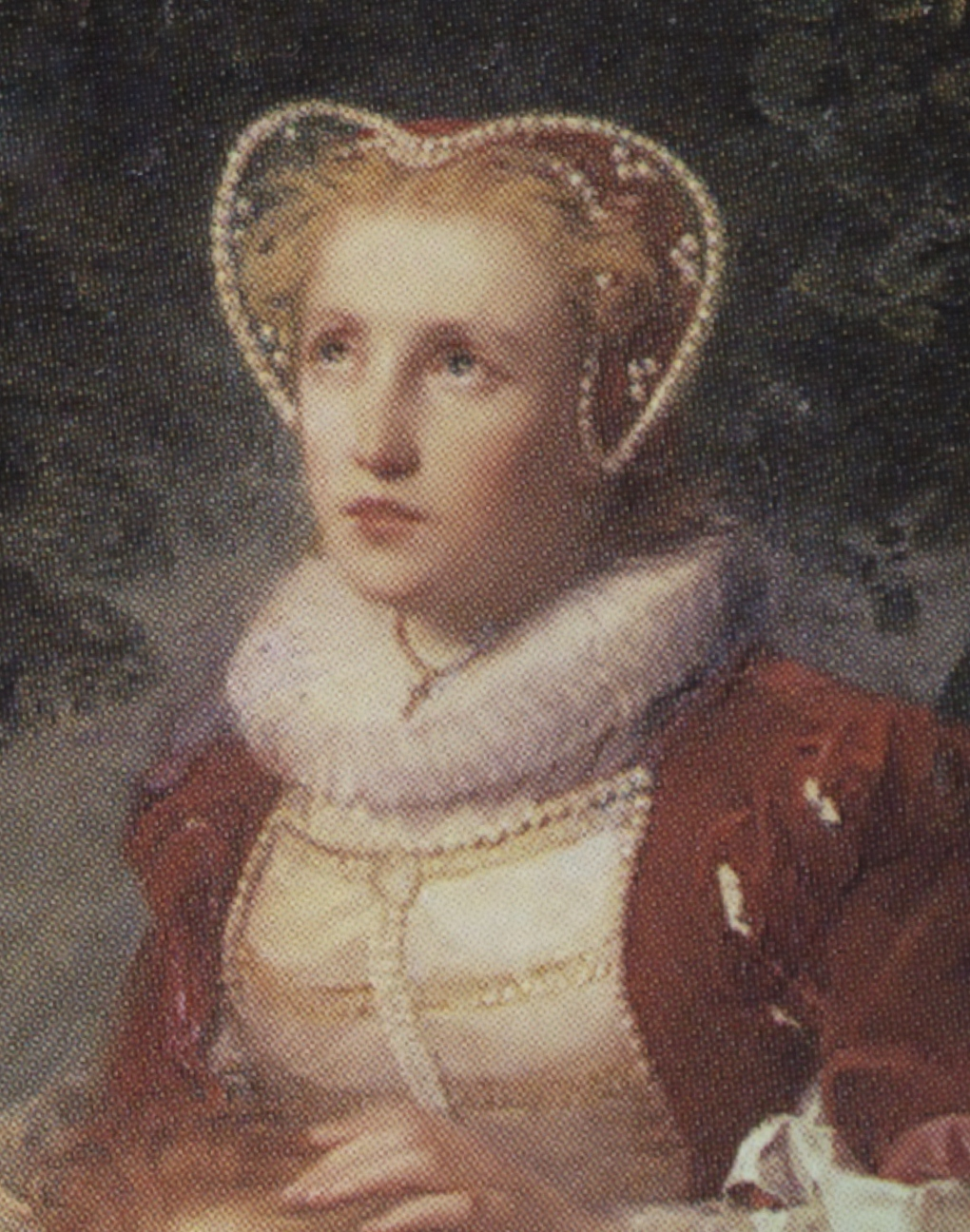
Karin Månsdotter

- Karin Blaser, sciatrice alpina austriaca
- Karin Boye, scrittrice e poetessa svedese
- Karin Dreijer Andersson, cantante svedese
- Karin Fossum, scrittrice norvegese
- Karin Giegerich, attrice e doppiatrice tedesca naturalizzata italiana
- Karin Hackl, sciatrice freestyle e sciatrice alpina austriaca
- Karin Hansdotter, amante di Giovanni III di Svezia
- Karin Knapp, tennista italiana
- Karin Månsdotter, regina consorte di Svezia
- Karin Mensah, cantante capoverdiana
- Karin Moroder, fondista italiana
- Karin Oberhofer, biatleta italiana
- Karin Proia, attrice, regista e sceneggiatrice italiana
- Karin Schubert, attrice ed ex pornoattrice tedesca naturalizzata italiana
- Karin Viard, attrice francese

### Variante Karina
- Karina Berger, modella svizzera
- Karina González Muñoz, modella messicana
- Karina Huff, attrice britannica
- Karina Kraushaar, attrice tedesca
- Karina LeBlanc, calciatrice canadese
- Karina Lombard, attrice francese
- Karina Milei, politica argentina
- Karina Ocasio, pallavolista portoricana
- Karina Pasian, cantante e pianista statunitense
- Karina Testa, attrice francese

### Variante Karine
- Karine Guerra, pallavolista brasiliana
- Karine Laurent Philippot, fondista francese
- Karine Salinas, pallavolista francese

### Variante Carin
- Carin Bakkum, tennista olandese
- Carin Holmberg, fondista svedese
- Carin McDonald, attrice costaricana
- Anna Carin Olofsson, fondista e biatleta svedese
- Carin C. Tietze, attrice e doppiatrice statunitense naturalizzata tedesca
- Carin von Kantzow, contessa svedese